# شهرستان روانوک (ویرجینیا)
شهرستان روانوک، ویرجینیا (به انگلیسی: Roanoke County, Virginia) یک سکونتگاه مسکونی در ایالات متحده آمریکا است که در ویرجینیا واقع شده‌است.

## خصوصیات
شهرستان روانوک ۶۵۰٫۰۹ کیلومترمربع مساحت دارد.